# 애덤 키드론
애덤 키드론(영어: Adam Kidron)은 영국 출신의 전 음악 프로듀서이자 연쇄 창업가로, 레게톤과 어반 라티노 음악을 다룬 레코드 레이블 어반 박스 오피스(UBO)와 욘더 뮤직의 최고경영자였다.

## 음악 프로듀서
애덤 키드론은 1978년부터 음반 산어업에서 활동하기 시작했다. 러프 트레이드 레코드와 스티프 레코드에서 데이비 페인과 블록헤즈와 같은 음악가들과 함께 일을 했으며, 스크리티 폴리티와 오렌지 주스의 데뷔 음반을 프로듀싱하기도 하였다. 1984년 애덤 키드론과 당시 키드론의 여자친구였던 리지 메르시에 데클루는 소웨토 출신 음악가들과 함께한 음반 《Gazelles》를 녹음했다.
1984년, 《Nina Hagen in Ekstasy》를 녹음하던 중 키드론은 오토바이 사고를 당하며 거의 죽을 뻔했다. 이듬해 브라질 리우데자네이루에서 쳇 베이커가 참여한 데클루의 음반 《One for the Soul》을 녹음했다. 1994년 키드론은 영화의 음악 감독이자 조지 잭슨, 더그 맥헨리, 샘 삽과 함께 영화 제이슨가의 초상의 사운드트랙 총괄 프로듀서를 맡았다. 1995년, 마리오 밴 피블스의 팬서의 사운드트랙의 공동 총괄 프로듀서였으며, 199년 베이비페이스 및 L. A. 레이드와 함께 1996년 애틀랜타 올림픽의 공식 사운드트랙 《The Rhythm of The Games》의 총괄 프로듀서를 맡았다.

## 사생활
키드론의 아버지는 마르크스주의 경제학자 마이클 키드론으로 저서 《Western Capitalism Since the War》로 잘 알려져 있다. 또한 영화 감독 비번 키드론과 남매 관계이자, 캐런 알렉산더와 결혼해 두 딸을 낳았다.